# Nemomydas intonsus
Nemomydas intonsus is een vliegensoort uit de familie Mydidae. De wetenschappelijke naam van de soort is voor het eerst geldig gepubliceerd in 1950 door Hardy.
De soort komt voor in de Verenigde Staten.